# Pierre-François Chifflet
Pour les articles homonymes, voir Chifflet.
Pierre-François Chifflet, frère de Jean-Jacques Chifflet, est un jésuite français, né à Besançon le 15 septembre 1592, mort à Paris (au collège Louis-le-Grand) le 11 mai 1682.

## Biographie
Il entre dans la Compagnie de Jésus (province de Lyon) en 1609. À partir de 1624, il collabore avec Héribert Rosweyde et la Société des Bollandistes. Il est attaché au collège de Dijon de 1645 à 1675, année où Colbert l'appelle à Paris et lui confie la garde du médaillier du roi.
On lui doit :
- Fulgentii Ferrandi diaconi Carthaginiensis opera, Dijon, 1649 ;
- Scriptorum veterum de fide catholica quinque opuscula, Dijon, 1656 ;
- Paulinus illustratus, sive Appendix ad opera et res gestas S. Paulini, Nolensis episcopi, Dijon, 1662 ;
- Histoire de l'abbaye royale et de la ville de Tournus, A Dijon chez la Veuve Philibert Chavance en 1664;
- Victoris Vitensis et Vigilii Tapsensis opera, Dijon, 1664 ;
- des Dissertations sur Denys l'Aréopagite (dont il défendit l'identité avec Denis de Paris), sur Saint Martin, etc.

## Source
Cet article comprend des extraits du Dictionnaire Bouillet. Il est possible de supprimer cette indication, si le texte reflète le savoir actuel sur ce thème, si les sources sont citées, s'il satisfait aux exigences linguistiques actuelles et s'il ne contient pas de propos qui vont à l'encontre des règles de neutralité de Wikipédia.